# Brazylia na Letnich Igrzyskach Olimpijskich 1920
Reprezentacja Brazylii na Letnich Igrzyskach Olimpijskich 1920 liczyła 19 zawodników (wyłącznie mężczyzn), którzy startowali w pięciu spośród 25 rozgrywanych dyscyplin (według różnych źródeł w 22 lub 25 dyscyplinach rywalizowano na igrzyskach (sporty wodne bywają liczone jako jeden sport)). Zawodnicy z tego kraju zdobyli trzy medale (po jednym z każdego koloru), wszystkie w strzelectwie. Chorążym reprezentacji był strzelec Afrânio da Costa. Nie można jednoznacznie wskazać najmłodszego i najstarszego zawodnika, gdyż brakuje danych dotyczących urodzin wielu z nich. Najstarszym potwierdzonym uczestnikiem igrzysk był strzelec Sebastião Wolf (51 lat i 179 dni) a najmłodszym Ângelo Gammaro (24 lata i 340 dni).
Był to pierwszy oficjalny start tej reprezentacji na igrzyskach olimpijskich (jeden reprezentant Brazylii wystartował nieoficjalnie 20 lat wcześniej). Najlepszy wynik na tych igrzyskach osiągnął Guilherme Parãense, który zdobył złoto w pistolecie wojskowym z 30 metrów. Parãense i da Costa jako jedyni w ekipie zdobyli po dwa medale.

## Tło startu
Narodowy Komitet Olimpijski tegoż kraju powstał w 1914 roku, a przez Międzynarodowy Komitet Olimpijski został zatwierdzony dopiero w 1935 roku. Mimo to Brazylijczycy startowali do tego czasu na igrzyskach aż cztery razy, w tym tylko pierwszy jest uznawany za nieoficjalny. W 1900 roku na igrzyskach w Paryżu wystąpił lekkoatleta Adolphe Klingelhoeffer (syn brazylijskiego dyplomaty), który przez wiele źródeł uznawany jest za reprezentanta Francji, jednak badania wykazały, że w czasie igrzysk reprezentował Brazylię.
1 lipca 1920 ekipa brazylijska rozpoczęła swą podróż do Europy na statku Curvello. Był to statek bez jakichkolwiek wygód, nie było na nim np. mebli i wody pitnej. Po dopłynięciu statku na Maderę sportowcy otrzymali informację, że dopłyną oni do Antwerpii 5 sierpnia, czyli jeszcze przed rozpoczęciem konkurencji, w których mieli startować. Wyjątkiem byli strzelcy, których zawody rozpoczynały się już 2 sierpnia. Kiedy statek zacumował do portu w Lizbonie, rozpoczęli oni lądową podróż pociągiem do Belgii, przejeżdżając przez Portugalię, Hiszpanię, Francję i Holandię.

## Statystyki według dyscyplin
Spośród 25 (lub 22) dyscyplin sportowych, które Międzynarodowy Komitet Olimpijski włączył do kalendarza igrzysk, reprezentacja Brazylii wzięła udział w pięciu. Najliczniejsza grupa zawodników wystąpiła w piłce wodnej (7), zaś najmniejsza w skokach do wody (startował jeden zawodnik).
Czterech zawodników – Orlando Amêndola, João Jório, Ângelo Gammaro i Abrahão Saliture – wystartowało w dwóch dyscyplinach sportu. Dwaj pierwsi byli zgłoszeni nawet do trzech dyscyplin, jednak w jednej byli oni rezerwowymi (Amêndola w wioślarstwie, a Jório w pływaniu).
| Lp.     | Sport         | Mężczyźni | Kobiety | Łącznie |
| ------- | ------------- | --------- | ------- | ------- |
| 1.      | Piłka wodna   | 8         | 0       | 8       |
| 2.      | Pływanie      | 2         | 0       | 2       |
| 3.      | Skoki do wody | 1         | 0       | 1       |
| 4.      | Strzelectwo   | 7         | 0       | 7       |
| 5.      | Wioślarstwo   | 5         | 0       | 5       |
| Łącznie | Łącznie       | 19        | 0       | 19      |

## Zdobyte medale
| Medal  | Zawodnik                                                                           | Dyscyplina  | Konkurencja                              |
| ------ | ---------------------------------------------------------------------------------- | ----------- | ---------------------------------------- |
| Złoto  | Guilherme Paraense                                                                 | Strzelectwo | Pistolet wojskowy - 30 m - indywidualnie |
| Srebro | Afrânio da Costa                                                                   | Strzelectwo | Pistolet dowolny - 50 m - indywidualnie  |
| Brąz   | Guilherme Paraense Afrânio da Costa Sebastião Wolf Dario Barbosa Fernando Soledade | Strzelectwo | Pistolet dowolny - 50 m - drużynowo      |

## Skład kadry

### Piłka wodna
Piłkarze wodni Brazylii zostali pierwszą drużyną z Ameryki Południowej, oraz drugą (po USA) ekipą spoza Europy, która wystąpiła na igrzyskach olimpijskich.
Na turnieju w Antwerpii grano według systemu Bergvalla (na jednych zawodach gra się osobne mecze o złoto, srebro i brąz). W 1/8 finału (w dniu 23 sierpnia) Brazylijczycy grali z drużyną francuską. W regulaminowym czasie gry padł wynik 1–1, jednak w dogrywce Brazylijczycy strzelili aż cztery gole, dzięki czemu awansowali do ćwierćfinału rozegranego dzień później. Tam spotkali się ze Szwedami, z którymi przegrali 3–7. Jedna z bramek dla Szwedów była trafieniem samobójczym. Brazylijczycy nie grali jednak w meczach o srebrne i brązowe medale i żadnego medalu nie wywalczyli. Czterech brazylijskich piłkarzy zdobywało bramki, a najwięcej (3) zdobył Orlando Amêndola; w obydwóch meczach sportowcy z kraju Amazonii grali w tym samym składzie nie dokonując żadnych zmian.
W Belgii było wówczas bardzo zimno; temperatura wody w basenie miała tylko trzy stopnie Celsjusza.
Legenda
- Zawodnik grał w meczu
- Cyfry oznaczają zdobyte bramki

| Zawodnik         | Francja | Szwecja |
| ---------------- | ------- | ------- |
| Mangangá         |         |         |
| Orlando Amêndola | 2       | 1       |
| Chocolate        |         |         |
| Abrahão Saliture |         | 2       |
| João Jório       | 2       |         |
| Ângelo Gammaro   |         |         |
| Alcides Paiva    | 1       |         |
| Edgard Leite     |         |         |

- Reprezentacja mężczyzn

| - Orlando Amêndola - Mangangá - Chocolate - Ângelo Gammaro |  | - João Jório - Alcides Paiva - Abrahão Saliture - Edgard Leite |

#### Turniej o złoty medal
1/8 finału
| 23 sierpnia 1920 | Brazylia | 5:1 | Francja |  |
|                  |          |     |         |  |

Ćwierćfinał
| 24 sierpnia 1920 | Szwecja | 7:3 | Brazylia |  |
|                  |         |     |          |  |

Reprezentacja Brazylii została ostatecznie sklasyfikowana na 4. miejscu.

### Pływanie
W pływaniu Brazylię reprezentowało dwóch zawodników, którzy wystartowali w jednej konkurencji. 22 sierpnia, Ângelo Gammaro i Orlando Amêndola wystąpili w eliminacjach na 100 m stylem dowolnym. W drugim wyścigu eliminacyjnym popłynął Gammaro, który uzyskał czas 1:22,0. Zajął trzecie miejsce (wyprzedził tylko Brytyjczyka Harolda Annisona), a awans uzyskiwało dwóch najlepszych z każdego wyścigu i najszybszy pływak z trzeciej pozycji. Gammaro uzyskał jednak dość słaby wynik i odpadł z rywalizacji.
W czwartym eliminacyjnym wyścigu popłynął jego kolega z reprezentacji, czyli Orlando Amêndola. Dopłynął on szósty do mety wyścigu (był przedostatni, jednak wyprzedził Gérarda Blitza, późniejszego czterokrotnego medalistę olimpijskiego), jednak jego czas jest nieznany. Amêndola, podobnie jak Gammaro, także odpadł z rywalizacji.
Mężczyźni
| Konkurencja    | Zawodnik         | Eliminacje | Eliminacje | Półfinał      | Półfinał      | Finał         | Finał         |
| Konkurencja    | Zawodnik         | Czas       | Miejsce    | Czas          | Miejsce       | Czas          | Miejsce       |
| -------------- | ---------------- | ---------- | ---------- | ------------- | ------------- | ------------- | ------------- |
| 100 m dowolnym | Ângelo Gammaro   | 1:22,0     | 3.         | Nie awansował | Nie awansował | Nie awansował | Nie awansował |
| 100 m dowolnym | Orlando Amêndola | b.d        | 6.         | Nie awansował | Nie awansował | Nie awansował | Nie awansował |

### Skoki do wody
W skokach do wody wystąpił tylko jeden Brazylijczyk – Adolfo Wellisch, który startował we wszystkich trzech męskich konkurencjach. Wpierw wystąpił w eliminacjach do skoków standardowych z wieży 5 i 10 metrowej (odbyły się one 22 i 23 sierpnia). Oddawszy po dwa skoki z każdej wieży, Wellisch sklasyfikowany został na trzecim miejscu w swojej grupie eliminacyjnej (wśród ośmiu skoczków) i awansował bezpośrednio do finału, który rozegrano 25 sierpnia. W nim zaś Brazylijczyk, oddawszy tyle samo skoków, zajął ósme miejsce (37 punktów) i wyprzedził tylko Harolda Clarke'a z Wysp Brytyjskich.
Następnego dnia (26 sierpnia) Wellisch startował w eliminacjach skoków z trampoliny. Każdy zawodnik miał do dyspozycji 12 prób. Przedstawiciel „canarinhos” oddawał skoki w drugiej grupie zawodników, w której zajął czwarte miejsce (19 punktów); nie wystarczyło to do awansu do finału (z każdej grupy awansowało trzech zawodników). Adolfo Wellisch startował jeszcze w skokach prostych i złożonych z wieży 5 i 10 metrowej. 29 sierpnia wystąpił w finale, w którym zajął ostatnią (siódmą) pozycję. Brazylijczyk nie startował w eliminacjach a mimo to wystąpił w finale. Nie wiadomo w jakich okolicznościach dopuszczono go do udziału w finale bez wcześniejszych kwalifikacji.
Mężczyźni
| Konkurencja              | Zawodnik        | Eliminacje | Eliminacje | Finał         | Finał         |
| Konkurencja              | Zawodnik        | Wynik      | Pozycja    | Wynik         | Pozycja       |
| ------------------------ | --------------- | ---------- | ---------- | ------------- | ------------- |
| wieża 10 m               | Adolfo Wellisch | 162,0      | 3.         | 153,0         | 8.            |
| trampolina 3m            | Adolfo Wellisch | 522,85     | 4.         | Nie awansował | Nie awansował |
| skoki standard i dowolne | Adolfo Wellisch | b.d        | b.d        | 423,80        | 8.            |

### Strzelectwo
| Konkurencja                    | Zawodnik                                                                           | Finał | Finał   |
| Konkurencja                    | Zawodnik                                                                           | Wynik | Pozycja |
| ------------------------------ | ---------------------------------------------------------------------------------- | ----- | ------- |
| pistolet wojskowy 30 m         | Guilherme Paraense                                                                 | 274   | złoto   |
| pistolet wojskowy 30 m         | Mário Maurity                                                                      | 249   | b.d     |
| pistolet wojskowy 30 m         | Demerval Peixoto                                                                   | 241   | b.d     |
| pistolet dowolny indywidualnie | Afrânio da Costa                                                                   | 489   | srebro  |
| pistolet dowolny indywidualnie | Guilherme Paraense                                                                 | 456   | b.d     |
| pistolet dowolny indywidualnie | Sebastião Wolf                                                                     | 454   | b.d     |
| pistolet dowolny indywidualnie | Dario Barbosa                                                                      | 441   | b.d     |
| pistolet dowolny indywidualnie | Fernando Soledade                                                                  | 424   | b.d     |
| pistolet wojskowy drużynowo    | Guilherme Paraense Afrânio da Costa Sebastião Wolf Dario Barbosa Fernando Soledade | 1261  | 4.      |
| pistolet dowolny drużynowo     | Afrânio da Costa Guilherme Paraense Sebastião Wolf Dario Barbosa Fernando Soledade | 2264  | brąz    |

### Wioślarstwo
Wioślarska reprezentacja brazylijska wystąpiła tylko w jednej konkurencji – czwórce ze sternikiem. Wystąpili oni w trzecim półfinałowym wyścigu (28 sierpnia). Drużyna brazylijska zajęła w nim drugie miejsce (z czasem 7:25,4), przegrywając tylko z Amerykanami a wyprzedzając Czechosłowację. Brazylijczycy mieli jednak czas gorszy o osiem sekund, ponadto do finału awansował tylko zwycięzca wyścigu (tu Stany Zjednoczone). Wioślarze z kraju kawy mieli jednak ogółem szósty wynik, lepszy od Belgów i wspomnianych wioślarzy z Czechosłowacji.
| Konkurencja           | Zawodnik                                                                        | Runda 1 | Runda 1 | Ćwierćfinał | Ćwierćfinał | Półfinał | Półfinał | Finał          | Finał          | Pozycja        |
| Konkurencja           | Zawodnik                                                                        | Czas    | M.      | Czas        | M.          | Czas     | M.       | Czas           | M.             | Pozycja        |
| --------------------- | ------------------------------------------------------------------------------- | ------- | ------- | ----------- | ----------- | -------- | -------- | -------------- | -------------- | -------------- |
| Czwórka ze sternikiem | Guilherme Lorena João Jório Alcides Veira Abrahão Saliture Ernesto Flores Filho |         |         |             |             | 7:25,4   | 2.       | Nie awansowali | Nie awansowali | Nie awansowali |